# Türksat 1C
Türksat 1C — турецкий спутник связи, третий из серии спутников Türksat, управляемых турецкой компанией Türksat A.Ş.. Разрабатывался при участии французской компании Aérospatiale. Хронологически является вторым турецким спутником, выведенным на околоземную орбиту. Он входил в сеть с двумя геосинхронными спутниками связи, которой совместно управляли турецкая Türksat и французская Aérospatiale.

## История
9 июля 1996 года в 22:24:25 UTC с площадки ELA-2 при Гвианском космическом центре в Куру стартовала ракета-носитель Ariane-44L H10-3, которая вывела на околоземную орбиту два спутника связи — саудовский Arabsat-2A и турецкий Türksat 1C. Этот спутник был застрахован и разрабатывался под ключ, на замену спутнику Türksat 1A, который при попытке запуска 24 января 1994 года упал в океан вместе с ракетой носителем из-за отказа двигателя. В зону покрытия спутника по сравнению с уже запущенным Türksat 1B входили два новых участка.
После запуска спутник вышел на геопереходную орбиту 31.3° в. д., заняв её 10 июля. По окончании орбитальных испытаний был переведён на орбиту 42° в. д., а ещё через 17 суток весь трафик был переведён со спутника Türksat 1B на спутник Türksat 1C, после чего Türksat 1B был переведён на орбиту 31.3° в. д.
Спутник Turksat 1C охватывал территорию от Европы на западе до Средней Азии на востоке, также выполняя функции соединения Европы со Средней Азией. В качестве космической платформы использовалась Spacebus 2000 массой 2100 кг. Полезную нагрузку составляли 16 транспондеров Ku-диапазона и восемь резервных — 9 в диапазоне 36 МГц, два в диапазоне 54 МГц и пять в диапазоне 72 МГц. 16 июля 2008 года весь трафик был переведён с Turksat 1C на Turksat 3A, запущенный 13 июня 2008 года. Телевещание через спутник Türksat 1C прекратилось 3 октября 2010 года.